# Tvarožná
Tvarožná és un poble i municipi d'Eslovàquia. Es troba a la regió de Prešov, al nord del país.

## Història
La primera referència escrita de la vila data del 1268.

## Demografia
| Godina             | 1994 | 2004    | 2014    | 2024    |
| ------------------ | ---- | ------- | ------- | ------- |
| Nombre de persones | 555  | 630     | 714     | 825     |
| Diferència         |      | +13,51% | +13,33% | +15,54% |

| Godina             | 2023 | 2024   |
| ------------------ | ---- | ------ |
| Nombre de persones | 798  | 825    |
| Diferència         |      | +3,38% |